# Code Napoléon

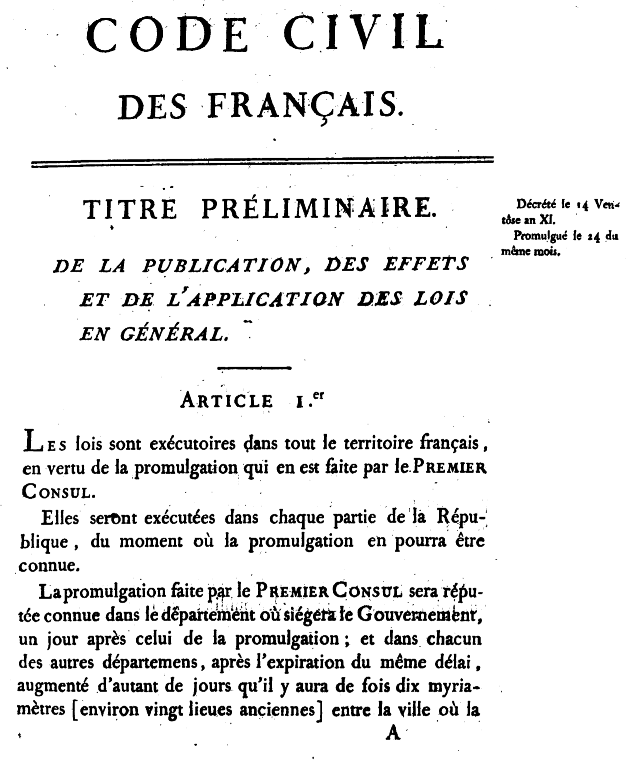
Första sidan till 1804 års upplaga.

Code Napoléon är ett populärt namn för Code civil des français, en lagbok som Napoleon I lät upprätta, och började gälla 1804, med hjälp av franska jurister som Jean-Étienne-Marie Portalis. Denna bok anses vara grunden för dagens lagböcker. Det nya med lagboken var att den fastställde att alla var lika inför lagen och att inga samhällsgrupper skulle ha några privilegier som inte gällde andra. Den sade också att alla får ägna sig åt den religion man vill, och att alla, som har möjlighet, ska betala skatt.